# Au petit bonheur (film)
Pour les articles homonymes, voir Au petit bonheur.
Pour plus de détails, voir Fiche technique et Distribution.
Au petit bonheur est un film français réalisé par Marcel L'Herbier, sorti en 1946. 

## Synopsis
Martine et Denis s'aiment mais se chamaillent souvent juste pour le plaisir de rompre. Mais lorsque Martine rencontre un romancier certes un peu plus vieux mais très distingué, les choses ne vont plus être aussi simples.

## Fiche technique
- Titre : Au petit bonheur
- Réalisation : Marcel L'Herbier assisté de Jean Laviron
- Scénario : Françoise Giroud d'après la pièce éponyme de Marc-Gilbert Sauvajon
- Dialogues : Françoise Giroud et Marc-Gilbert Sauvajon
- Musique : Wal-Berg
- Photographie : Jules Kruger et Jacques Mercanton
- Montage : Louisette Hautecoeur
- Décors : Jacques Colombier
- Son : Georges Leblond[1]
- Société de production : Les Films Gibé
- Pays d'origine :  France
- Format : Noir et blanc - 35 mm - 1,37:1 - Son mono
- Genre : Comédie dramatique
- Durée : 107 minutes
- Date de sortie : France, 15 mai 1946
- Affiches : Boris Grinsson, Marcel Jeanne (France)

## Distribution
- Danielle Darrieux : Martine Cavignol
- François Périer : Denis Cavignol
- André Luguet : Alain Plessis
- Paulette Dubost : Brigitte Ancelin
- Jacques-Henry Duval : Archibald, le journaliste
- Henri Crémieux : le commissaire
- Paul Barge : le gendarme
- René Hell : le serrurier
- Marcel Maupi : le garagiste
- Fred Pasquali (crédité Pasquali) : Germain, le valet des Cavignol
- Robert Seller : Benjamin, le valet de Plessis
- Claudette Falco : Sophie, la femme de chambre congédiée
- Odette Talazac : la seconde femme de chambre